# Fernando de la Riva Agüero y Setién
Fernando de la Riva Agüero y Setién (Gajano de las Montañas de Burgos, Corona de España, 1606 - Portobello en Panamá de Tierrafirme, Imperio español, 21 de noviembre de 1663) fue un hidalgo, caballero de la Orden de Santiago desde 1637 y corregidor de San Miguel de Piura en el Virreinato del Perú de 1638 a 1641.
Gobernó la Capitanía General de Puerto Rico, desde 1643 hasta 1650 y la provincia de Cartagena de Indias —en Colombia— desde 1650 hasta 1654. También fue presidente-gobernador de Tierrafirme en Panamá desde 1658 hasta su fallecimiento.

## Biografía

### Origen familiar y primeros años
Fernando de la Riva-Agüero y Setién había nacido en el año 1606 en Gajano de la merindad de Trasmiera, ubicada en las Montañas de la entonces provincia de Burgos de Castilla la Vieja, que a su vez formaba parte de la Corona de España.
Fue hijo de Fernando de la Riva-Agüero (n. ib., ca. 1576) y de Francisca de Setién y Rañada (n. Liérganes, e/ septiembre y 26 de diciembre de 1580).
A lo largo de la década de los 30, Riva-Agüero y Setién fue adquiriendo los títulos de hijodalgo y caballero de la Orden de Santiago en 1637.

### Gobernador de Puerto Rico y de Cartagena de Indias
Además por nombramiento del rey Felipe IV de España ocupó el cargo de corregidor de Piura en el Virreinato del Perú, entre los años 1638 y 1641. 
En 1643 fue nombrado gobernador de la Capitanía General de Puerto Rico, la cual dependía en lo judicial de la Real Audiencia de Santo Domingo, siendo ambas entidades autónomas dentro del Virreinato de Nueva España. Dicho cargo gubernativo lo mantuvo hasta 1650.
Al dejar el cargo anterior ocupó en el mismo año el cargo de gobernador de la provincia de Cartagena de Indias en el Nuevo Reino de Granada, que era una dependencia directa del virreinato peruano.

### Presidente-gobernador de Tierrafirme en Panamá
Posteriormente, en el año 1658, fue nombrado presidente de la Real Audiencia de Panamá, además de gobernador y capitán general de Tierrafirme que también era un territorio del virreinato peruano pero con carácter autónomo.

### Fallecimiento
El gobernador Fernando de la Riva Agüero y Setién fallecería el 21 de noviembre de 1663 en la ciudad de Portobello, Tierrafirme, cuando contaba 57 años de edad. Fue enterrado en la capilla de su palacio de Gajano.

## Matrimonios y descendencia
El hidalgo Fernando de la Riva Agüero y Setién se había casado dos veces, pero dejó varios hijos extramatrimoniales, tres de los cuales fueron caballeros de la Orden de Santiago:
1) Con María Gracia del Campo y Cagigal (n. San Vítores, ca. 1615), una hija de Juan del Campo (n. ib., ca. 1585) y de María de Cagigal (n. Anaz, ca. 1595), 
- Juan Jerónimo de la Riva-Agüero y del Campo (n. San Juan de Puerto Rico, ca. 1635), caballero de la Orden de Santiago.

2)- Con Ana María de Valera y Valera (n. ca. 1621), siendo una hija de Diego de Valera Torrienco (n. Villena, e/ julio y 23 de octubre de 1587), corregidor de Piura, y de su esposa desde el 30 de mayo de 1610 llamada Leonor de Valera (n. ib., e/ enero y 24 de marzo de 1589) y quienes a su vez fueran primos,
- Antonio de la Riva-Agüero y Valera (n. San Miguel de Piura, ca. 1641), caballero de la Orden de Santiago, fue corregidor de Abancay y luego de Huamalíes hacia 1662.

3)- Con Ana de la Cotera y Río,
- Gaspar Melchor de la Riva-Agüero (n. ib., 12 de enero de 1659), caballero de la Orden de Santiago.